# Кастрация

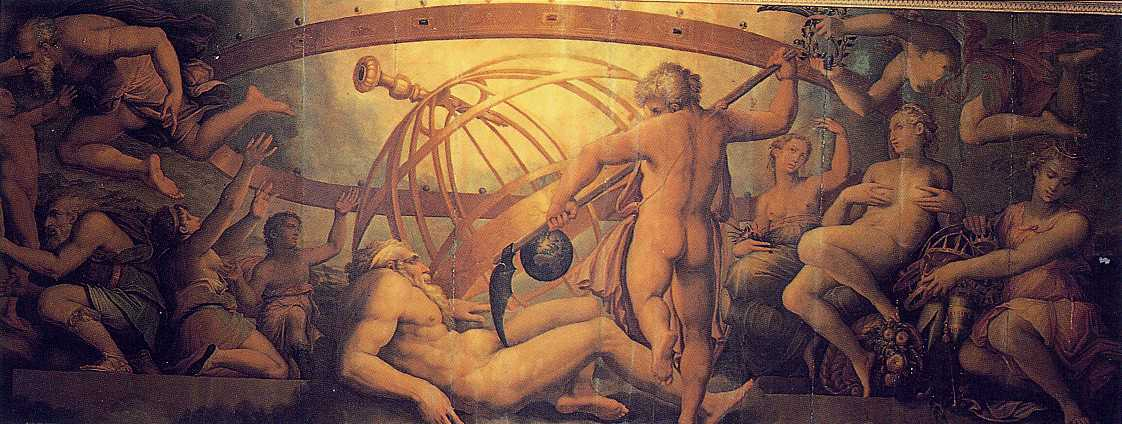
«Оскопление Урана Кроном». Джорджо Вазари и Герарди Кристофано, XVI век, Палаццо Веккьо, Флоренция

Кастра́ция (от лат. castratio от castrare — оскоплять), холоще́ние, оскопле́ние — удаление репродуктивных органов у животных или людей.
У самок кастрацию разделяют на полную при которой удаляют яичники и матку, и частичную, при которой происходит только удаление яичников. У самцов кастрация производится посредством удаления яичек.
Данную операцию следует отличать от стерилизации. При стерилизации у самцов перевязывают семенные канатики, но не удаляют яички. У самок удаляют матку или перевязывают маточные трубы. При этом не происходит удаления яичников. После стерилизации животные теряют способность к воспроизведению потомства, но при этом сохраняют все инстинкты и поведение, свойственное животным в естественной среде.

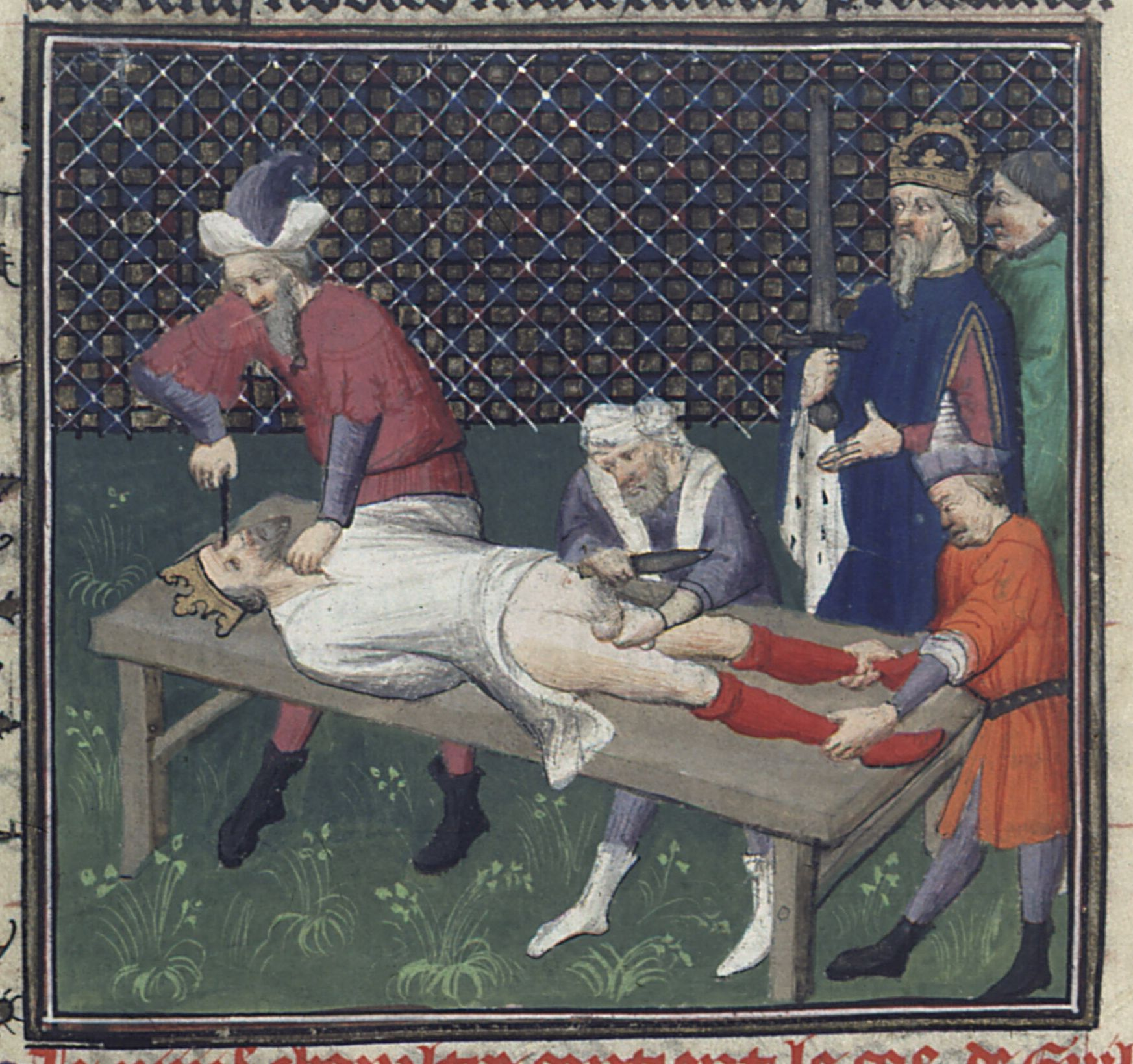
Ослепление и кастрация Вильгельма III Сицилийского. Миниатюра из французской рукописи сочинения Джованни Бокаччо «О несчастьях знаменитых людей» (1467)

## Кастрация животных

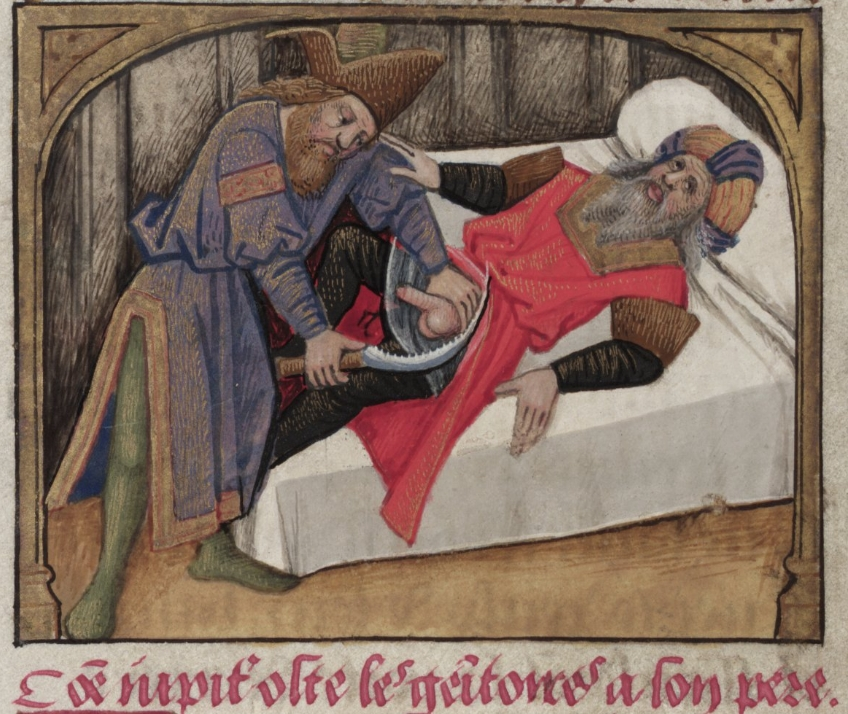
Кастрация Сатурна. Миниатюра рукописи «Романа о Розе» XV в. Бодлианская библиотека Оксфордского университета

### Кастрация сельскохозяйственных животных
Кастрация широко применяется для увеличения веса домашних животных, предупреждения их агрессивного поведения и улучшения качества мяса. Производится до начала полового созревания. Кастрированные животные-самцы отличаются апатичным поведением, также их мясо не имеет специфического запаха, менее жёсткое и более жирное.
Рабочих тягловых животных обычно кастрируют для увеличения их работоспособности. Кастрированные домашние животные некоторых видов имеют специальные названия:
- Жеребец — Ме́рин[2] и Ме́рен[3];
- Кабан, хряк — Боров, Кладыш (в Твери и Пскове, устар.[4]);
- Баран — Ва́лух[5];
- Бык — Вол[6];
- Хор (самец-производитель северного оленя) — бык (по-русски), Хабт (по-ненецки), кастрированный ездовой олень[7];
- Двугорбый верблюд — Атан[8];
- Петух — Каплу́н[9];
- Курица — Пулярка и Пулярдка[10].

### Кастрация домашних животных
Кастрацию котов и кобелей применяют с целью контроля численности популяции, снижения агрессивного поведения и рисков заболеваний половой сферы. Но после данной процедуры животные иногда могут стать апатичными и склонными набирать лишний вес.
Зачастую также используется для бездомных животных с той же целью.

## Кастрация людей

Римские зажимы для кастрации (II—III вв. н.э). Рычаги соединялись гайкой

Техника мужской кастрации в Древнем Средиземноморье состояла в том, что половой член помещали в кольцо (см. изображение), сжимали рычаги, зубцы захватывали кожу, соединявшую мошонку с телом. После этого мошонку отрезали. Этот инструмент позволял сделать кастрацию более безопасной.
Кастрация довольно широко применялась и в других регионах Древнего мира, а позже в Средневековье. В частности, в Китае — в первую очередь как наказание за преступления и в виде расправы с политическими противниками и военнопленными, а также (ввиду богатой иннервации органов мошонки) как чрезвычайно болезненная пытка. Кроме того, данной операции подвергали лиц мужского пола, обычно из числа рабов и военнопленных с целью в дальнейшем использовать их в качестве слуг-евнухов в гаремах. Также кастрация военнопленных применялась с целью получения покорных рабов.
В России в XVIII—XX веках существовали религиозные секты («скопцы»), участие в которых предполагало проведение операции «убеления» (оскопления). Эти секты были запрещены как в царской России, так и в СССР.

### Кастрация в музыке
В связи с запретом для женщин петь в церковном хоре, кастрация применялась для подготовки певцов-кастратов с высокими голосами, аналогичными женским голосам (сопрано, альт).

### Кастрация как наказание

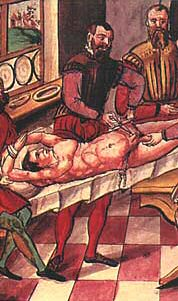
Кастрация в средневековье в качестве наказания

Со времён Римской империи кастрация достаточно широко использовалась как наказание за широкий спектр преступлений, в том числе направленных против императора. Также кастрация использовалась в качестве наказания в Древнем Китае, где в I веке до н. э. по приговору суда за оскорбление императора был кастрирован выдающийся китайский историк Сыма Цянь.
Химическая кастрация часто рассматривается как более лёгкая альтернатива пожизненному заключению или смертной казни, позволяющая выпускать насильников, одновременно уменьшая или полностью лишая возможности повторного насилия.

### Хирургическая кастрация
Используется в Чехии для наказания лиц, совершивших преступления на сексуальной почве, и практикуется с 1966 года.
Хирургическая кастрация в Чехии производится на добровольной основе. После отбывания срока осуждённое лицо не может выйти на свободу, пока врачи и суд не решат, что оно перестало быть опасным для общества. Для этого ему назначается лечение в психиатрической больнице, которое может длиться и год, и пять лет, и всю жизнь. Но пациент может избежать этого, добровольно согласившись на кастрацию. После процедуры рецидивов у него уже быть не может, и суд выпускает его на свободу.
Комитет Совета Европы против насилия неоднократно заявлял о недопустимости хирургической кастрации ввиду унизительности этой процедуры для человеческого достоинства. «Хирургическая кастрация имеет серьёзнейшие физические, а главное, психологические последствия, а потому не может быть использована», — говорится в сообщении комитета. Однако чешским властям эти аргументы не показались убедительными, поэтому в ближайшее время они не намерены отказываться от применения хирургической кастрации. Во время посещений двух чешских психиатрических лечебниц и двух тюрем, по итогам которого и было составлено сообщение, эксперты обнаружили, что преступники готовы примириться с кастрацией, ведь они убеждены, что это — единственный способ избежать пожизненного заключения.

### Кастрация по медицинским показаниям
Применяют в случае злокачественных опухолей яичек и предстательной железы, которая растёт под влиянием набирающего активность в яичках тестостерона, а также у женщин при опухолях или некоторых других заболеваниях яичников. Хирургическая кастрация, называемая двухсторонней орхиэктомией, у мужчин производится через разрез в паховой области. Также кастрацию выполняют при травматическом повреждении яичек и при изменении пола у транссексуалов.

### Добровольная кастрация
Добровольная кастрация практиковалась некоторыми сектами, например, сектой скопцов. В России добровольная кастрация (не путать с вазэктомией), то есть при отсутствии медицинских показаний, запрещена, вероятно по той причине, что принято считать связанное с этим изменение продукции половых гормонов неестественным и может быть очень вредным. Исключением являлось оперативное вмешательство при разрешённой (явно запрещённой с 2023 года) законом хирургической коррекции пола.

## Кастрация в селекции растений
В селекции растений используется несколько способов кастрации.
- Кастрация цветков — предшествующий искусственному опылению, процесс удаления незрелых пыльников из цветков материнской формы гибридной комбинации растений;
- Кастрация с оставлением околоцветника — удаление тычинок;
- Кастрация с удалением околоцветника — удаление чашечки, венчика и тычинок[15].